# فبراير 2005
فبراير 2005 هو الشهر الثاني من عام 2005. بدأ الشهر يوم الثلاثاء، وانتهى يوم الاثنين بعد 28 يومًا.

## بوابة:أحداث جارية
|  |  |